# Cibórz (Lubusz)
Cibórz is een dorp in de Poolse woiwodschap Lubusz. De plaats maakt deel uit van de gemeente Skąpe en telt 968 inwoners.

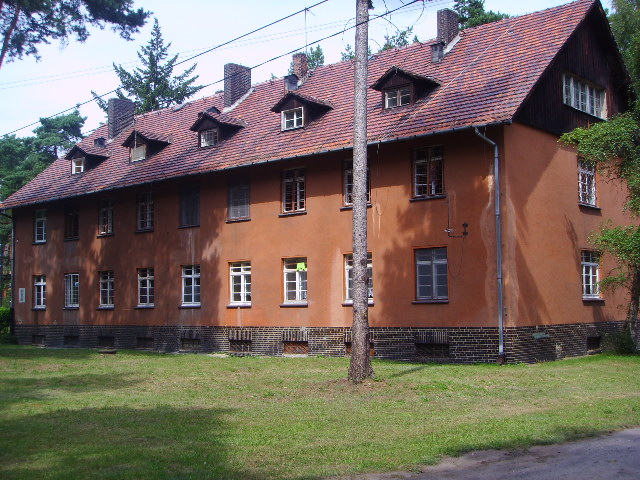
Klooster